# Port Carbon, Pennsylvania
Port Carbon là một thị trấn thuộc quận Schuylkill, tiểu bang Pennsylvania, Hoa Kỳ. Năm 2010, dân số của thị trấn này là 1889 người.